# Famille von Rechenberg (Franconie)
Ne doit pas être confondu avec Famille von Rechenberg (Saxe-Silésie).
La famille von Rechenberg est une famille noble franconienne. Elle posséda le château de Rechenberg (de), aujourd'hui disparu, près d'Ostheim (arrondissement de Weißenburg-Gunzenhausen/Moyenne-Franconie) et le château de Rechenberg (de), aujourd'hui disparu, près de Stimpfach (arrondissement de Schwäbisch Hall), qui est conservé jusqu'à ce jour.
La famille ne doit pas être confondue avec la famille noble silésienne du même nom, von Rechenberg. Une relation est concevable en raison de leurs possessions en Saxe, les ruines actuelles du château de Rechenberg (de), mais ne peut être prouvée et est également peu probable en raison de la différence des armoiries.

## Histoire
Le château de Rechenberg (de), près d'Ostheim, est construit dans la seconde moitié du XIIe siècle par la famille ministérielle des von Rechenberg comme fief des évêques d'Eichstätt. Ils reçoivent également des propriétés féodales dans la ville voisine de Hohentrüdingen des comtes de Truhendingen (de). Après la disparition des Rechenberg en 1583, le château passe aux margraves de Brandebourg-Ansbach. Des épitaphes élaborées de membres de la famille sont conservées à Ostheim, notamment des œuvres de Loy Hering.
À partir de 1229, ils sont également documentés au château du quartier de Stimpfach Rachenberg près de Crailsheim, également connu sous le nom de château de Rechenberg (de), ici comme serviteurs et administrateurs des comtes d'Oettingen et à partir de 1368 du prince-prévôt d'Ellwangen (de). En 1405, ils vendent ce château aux burgraves de Nuremberg.
À partir de 1261, une branche de la famille des intendants von Rechenberg a son siège à Wilburgstetten dans l'arrondissement d'Ansbach et s'appelle désormais du nom du lieu : Truchseß von Wilburgstetten (de). Là, ils possèdent et vivent dans deux châteaux, le Limburg (de) au nord (détruit en 1431) dans l'actuel hameau du Limburg et le Wilburg (de) au centre-ville. L'évêque Rabanus d'Eichstätt (1365 à 1383) est le membre le plus connu de cette famille. Il est chanoine à Eichstätt depuis 1342 et prévôt de la cathédrale depuis 1353.
Les Rechenberg possèdent également des domaines à Miteleschenbach.

On connaît également un Sebald Rech von Rechenberg n'appartenant pas à cette famille, un croisé et patricien de Nuremberg qui, en 1524, acquit une propriété à Küheberg près de Nuremberg, peut appeler ce lieu Rechenberg et obtient de l'empereur le droit d'améliorer ses armoiries. Dans une histoire familiale à grande échelle, il invente une généalogie et prétend que les Rech von Rechenberg ont possédé le siège noble de Leinach vers 1050, en se servant comme modèle de la famille fictive Rech ou Rechen de la famille noble "von Leinach", entre-temps éteinte. Le dernier porteur du nom Rech von Rechenberg issu de cette famille est Paulus Rech von Rechenberg, qui meurt lors du siège de Rochelle pendant la  guerre de Trente Ans,.

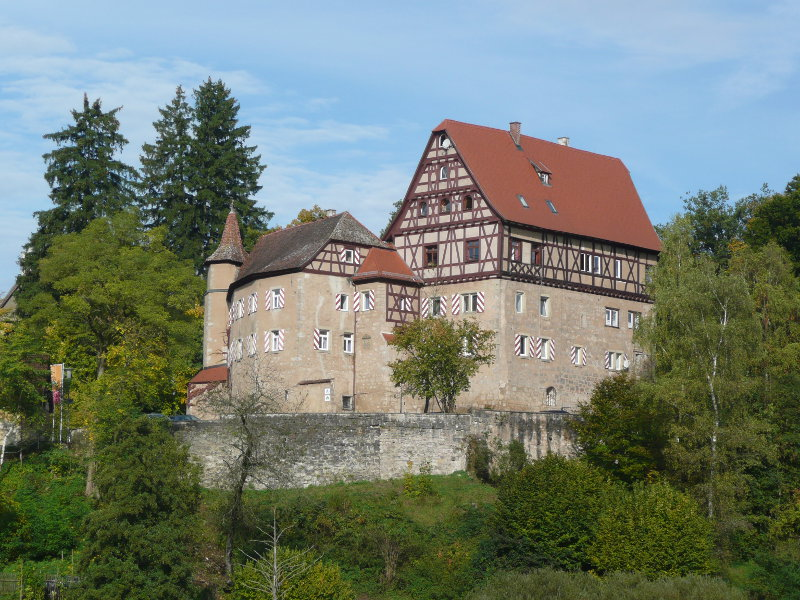
Le château de Rechenberg, Stimpfach
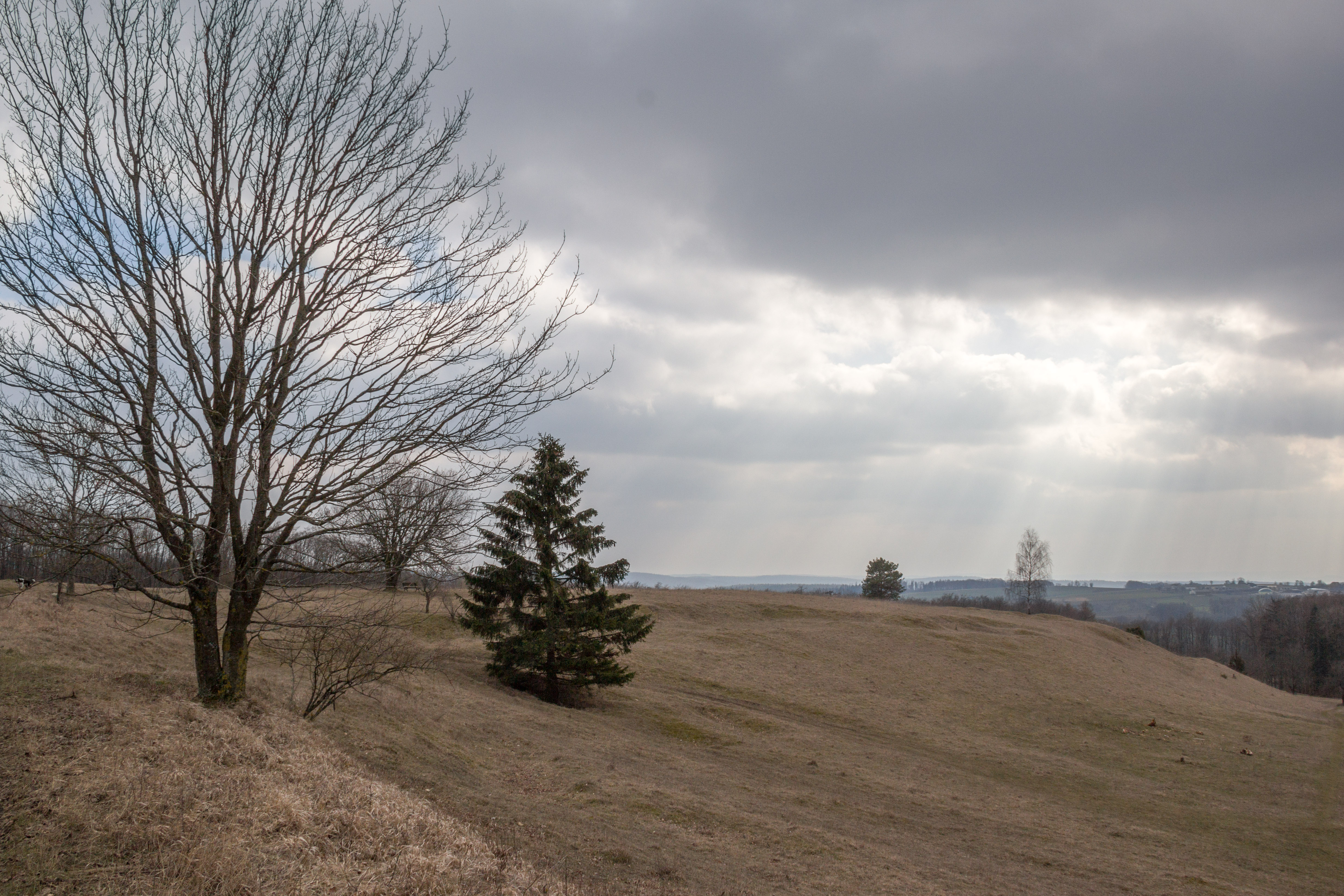
Plateau du château de Rechenberg, Ostheim

## Armoiries et reprises
Lieux avec les Rechenberg comme anciens seigneurs locaux

Les armes parlantes représentent un râteau sur fond rouge ou vert.

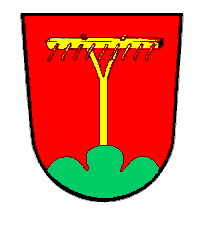
Armureries de l'ancienne commune d'Ostheim
Armureries de la commune de Wilburgstetten
Armureries de la commune de Mitteleschenbach
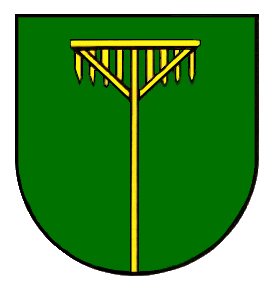
Armureries de l'ancienne commune de Rechenberg